# 1214 Richilde
Richilde (asteroide 1214) é um asteroide da cintura principal com um diâmetro de 35,29 quilómetros, a 2,3950283 UA. Possui uma excentricidade de 0,1167492 e um período orbital de 1 630,92 dias (4,47 anos).
Richilde tem uma velocidade orbital média de 18,08753759 km/s e uma inclinação de 9,82931º.
Este asteroide foi descoberto em 1 de Janeiro de 1932 por Max Wolf.